# Jacobo Urso
Jacobo Urso (Dolores, 17 de abril de 1899 - Buenos Aires, 6 de agosto de 1922) fue un jugador de Club Atlético San Lorenzo de Almagro que en la época amateur murió víctima de un golpe recibido en un partido de fútbol.

## Biografía
Jacobo Urso fue hijo de los italianos Rosa Florio y Jacobo Urso. Tuvo 11 hermanos.

## Trayectoria deportiva
Se incorporó al Club Atlético San Lorenzo de Almagro en 1914 comenzando en la categoría sexta. En el año 1915 pasó a la tercera.
Tuvo el honor de integrar el equipo que inauguró el campo de juego de Av. La Plata al 1700 en el año 1916, y que venció 2 a 1 a Club Estudiantes de La Plata. En ese mismo solar se construyó en 1929 el Viejo Gasómetro.
Fue el primer jugador de San Lorenzo que fue citado para la Selección Argentina.
El domingo 16 de abril del año 1922 en la primera fecha del campeonato, San Lorenzo derrotó al equipo Club San Isidro, con gol de Jacobo Urso a los 6 minutos del primer tiempo.
El domingo 30 de julio de 1922, en la 13.ª fecha del torneo organizado por la Asociación Amateurs de Football, San Lorenzo enfrentó al Club Atlético Estudiantes (de Buenos Aires) en cancha del Club Palermo. A los diez minutos del segundo tiempo, con el marcador 0 a 0, Jacobo Urso fue a disputar una pelota en el medio campo contra dos rivales, Comolli y Van Kammenade. Al buscar la pelota chocó brutalmente contra ambos jugadores. El choque hizo que se le rompiera una costilla, y esa costilla perforara uno de sus riñones. Urso demoró en reincorporarse, se tomaba el costado y escupía sangre. Respiraba con dificultad.
No quiso dejar a su equipo con 10 jugadores (ya que no existían los cambios de jugadores), por lo que siguió jugando. Al rato se acercó al lugar donde estaba parte del plantel que no había jugado (como no había cambios, no existía el banco de suplentes) para tomar agua. El entrenador le pidió que dejara el campo, pero él se negó. Aceptó un pañuelo, que mantuvo en su boca, y siguió jugando.

## Agonía
Fue internado en el Hospital Ramos Mejía. Tenía dos costillas fracturadas y una de ellas atravesaba un riñón. Fue operado en dos ocasiones.

## Fallecimiento
Falleció el domingo siguiente, 6 de agosto de 1922, a las 18:05 horas.
Su féretro fue transportado por el Viejo Gasómetro por los integrantes del equipo de San Lorenzo de Almagro y del conjunto checo Teplitzer FK, que estaba de gira por el Río de la Plata.
Fue velado en su domicilio de calle Beauchef 811. Una procesión de 7000 simpatizantes acompañaron su cuerpo hasta el Cementerio del Oeste (actual Cementerio de la Chacarita). Años después, su cuerpo fue exhumado, siendo cremado, sus cenizas actualmente descansan en el museo que lleva su nombre en el Estadio Pedro Bidegain.

## Clubes
- Club Atlético San Lorenzo de Almagro (Argentina), entre 1916 y 1922.
- Selección Amateur Argentina